# Marancheri
Marancheri es una ciudad censal situada en el distrito de Malappuram en el estado de Kerala (India). Su población es de 35011 habitantes (2011). Se encuentra a 41 km de Malappuram y a 69 km de Kozhikode

## Demografía
Según el censo de 2011 la población de Marancheri era de 35011 habitantes, de los cuales 16041 eran hombres y 18970 eran mujeres. Marancheri tiene una tasa media de alfabetización del 94,75%, superior a la media estatal del 94%. la alfabetización masculina es del 96,43%, y la alfabetización femenina del 93,36%.